# Zonguldak Kömürspor
El Zonguldak Kömürspor es un equipo de fútbol de Turquía que juega en la TFF Segunda División, la tercera categoría de fútbol en el país.

## Historia
Fue fundado en el año 1966 en la ciudad de Zonguldak con el nombre Zonguldakspor y ganó la liga regional en su temporada de debut, por lo que fue admitido en la TFF Segunda División para la temporada 1966/67.
Bajo ese nombre el club ha pasado por sus mejores épocas, ya que jugó 14 temporadas consecutivas en la Superliga de Turquía entre 1974 y 1988 tras quedar en último lugar entre 20 equipos y descender a la TFF Primera División.
El club históricamente ha participado entre la segunda y tercera categoría del fútbol turco, y en el año 2011 cambió su nombre por el que tiene actualmente.

## Palmarés
- Liga Regional de Zonguldak: 1

1966

## Entrenadores
- Kadir Özcan (2005-06)